# 大风口水库
大风口水库 ，位于中华人民共和国辽宁省绥中县，是石河干流上一座大型水库。水库始建于1958年4月，1959年7月22日因超标洪水漫坝失事。当日降雨387mm，洪量0.825亿立方米，为当时库容的1.3倍。
1972年4月20日开始续建，1974年11月15日竣工。总库容2.08亿立方米，兴利库容7260万立方米，正常蓄水位68.58平方米。大坝为黏土心墙砂壳坝，最大坝高45.3米，坝长275米，坝顶宽6米，坝址以上集水面积251平方千米。水库是王石灌区和绥中发电厂的主要供水水源，设计灌溉面积2.08万公顷，工业供水1200万立方米。